# Beania intermedia
Beania intermedia är en mossdjursart som först beskrevs av Walter Douglas Hincks 1881.  Beania intermedia ingår i släktet Beania och familjen Beaniidae. Utöver nominatformen finns också underarten B. i. kiiensis.